# شانه‌موش برزیلی
شانه‌موش برزیلی (نام علمی: Ctenomys brasiliensis) نام یک گونه از سرده شانه‌موش است.